# Sicherheitshalber/Episodenliste
In dieser Episodenliste werden alle Episoden des Formats Sicherheitshalber aufgeführt.

## 2018
| Nummer    | Veröffentlichungsdatum | Titel                                                                                        | Thema                                                                       | Dauer | Links     |
| --------- | ---------------------- | -------------------------------------------------------------------------------------------- | --------------------------------------------------------------------------- | ----- | --------- |
| 1         | 19.07.2018             | NATO, Helsinki Gipfel & der deutsche Verteidigungshaushalt                                   | NATO-Gipfel 2018 / Gipfeltreffen in Helsinki (2018) / Verteidigungshaushalt | 0:56  | Podcast • |
| 2         | 09.08.2018             | Deutschland und Atomwaffen                                                                   | Kampfdrohnen / Atomwaffen / Bundeswehr                                      | 1:08  | Podcast • |
| 3         | 29.08.2018             | Nukleare Rüstungskontrollen \| Europäische Verteidigung                                      | Kernwaffen / Rüstungskontrolle                                              | 1:09  | Podcast • |
| 4         | 18.09.2018             | Autonomie in Waffensystemen und die Frage nach einer Syrien-Intervention                     | Autonome Waffensysteme / Bürgerkrieg in Syrien seit 2011 / Chemiewaffen     | 1:01  | Podcast • |
| 5         | 09.10.2018             | Die Zukunft der liberalen Weltordnung \| Bundeswehr: Trendwenden bei Personal und Material?< | Donald Trump / Trumpismus / Bundeswehr                                      | 1:08  | Podcast • |
| Aktuell 1 | 21.10.2018             | Frank Sauer zur Kündigung des INF-Vertrages                                                  | INF-Vertrag                                                                 | 0:02  | Podcast • |
| 6         | 05.11.2018             | Trident Juncture, deutsche Rüstungsexportpolitik mit Saudi-Arabien, und USAs Rückzug vom INF | Trident Juncture / Rüstungsexport / Saudi-Arabien / INF-Vertrag             | 1:13  | Podcast • |
| Spezial 1 | 29.11.2018             | Berlin Foreign Policy Forum – Außen-Blick auf Deutschland und das Buzzword Europa-Armee      | Außenpolitik / Sicherheitspolitik / Europäische Armee                       | 0:49  | Podcast • |
| 7         | 07.12.2018             | Buchempfehlungen                                                                             | Tornado / Nukleare Teilhabe / Klimawandel                                   | 1:11  | Podcast • |
| Aktuell 2 | 20.12.2018             | Ulrike Franke zu Drohnen über Gatwick                                                        | Drohnen / Flughafen Gatwick                                                 | 0:02  | Podcast • |

## 2019
| Nummer    | Veröffentlichungsdatum | Titel                                                                      | Thema | Dauer | Links     |
| --------- | ---------------------- | -------------------------------------------------------------------------- | --- | ----- | --------- |
| 8         | 11.01.2019             | Deutschland im UN-Sicherheitsrat \| Bilanz der deutschen Auslandseinsätze  | UN-Sicherheitsrat / Völkerrecht / Auslandseinsätze der Bundeswehr                                                                               | 1:20  | Podcast • |
| 9         | 09.02.2019             | Deutsche Sicherheitspolitische Debatte \| EU-Bürger in der Bundeswehr      | Sicherheitspolitik / Bundeswehr | 1:03  | Podcast • |
| Spezial 2 | 17.02.2019             | Münchner Sicherheitskonferenz                                              | Münchner Sicherheitskonferenz | 0:36  | Podcast • |
| 10        | 09.03.2019             | Koalitionsstreit über die Sicherheitspolitik \| Bundeswehreinsätze in Mali | Sicherheitspolitik / Rüstungsexport / Kabinett Merkel IV / MINUSMA / EUTM                                                                       | 1:14  | Podcast • |
| 11        | 05.04.2019             | Siebzig Jahre NATO \| Rekrutierung bei der Bundeswehr                      | NATO / Jugendoffizier / Bundeswehr | 1:09  | Podcast • |
| 12        | 06.05.2019             | Hyperschallwaffen und Multinationale Verbände                              | Hyperschallwaffe / Bundeswehr | 1:09  | Podcast • |
| Spezial 3 | 18.05.2019             | Aspen Cyber Security Forum                                                 | Aspen Cyber Security Forum / Informationssicherheit / Cybersicherheit / Kriegsvölkerrecht / Bundesamt für Sicherheit in der Informationstechnik | 1:15  | Podcast • |
| 13        | 08.06.2019             | Irankonflikt \| transatlantischer Streit über Europäische Verteidigung     | Iranisches Atomprogramm / Europäischer Verteidigungsfonds                                                                                       | 1:11  | Podcast • |
| 14        | 28.06.2019             | Türkei in der NATO \| Untersuchungsausschuss Berater                       | NATO / Türkei / Berateraffäre | 1:14  | Podcast • |
| Aktuell 3 | 16.07.2019             | Eine kurze Bilanz der Amtszeit von der Leyens                              | Ursula von der Leyen | 0:02  | Podcast • |
| Spezial 4 | 19.07.2019             | 1. Geburtstag! Dank, HörerInnenfragen, Rückblick und Ausblick, Buchtipps   | Hörerfragen | 1:06  | Podcast • |
| 15        | 31.07.2019             | Chinas sicherheitspolitische Fähigkeiten und Ambitionen                    | Taiwan-Konflikt / Streitkräfte der Republik China / Territorialkonflikte im Chinesischen Meer                                                   | 1:05  | Podcast • |
| 16        | 15.08.2019             | Militarisierung des Weltraums \| Marinemissionen in der Straße von Hormus  | Weltraumstreitkräfte / United States Space Force / Straße von Hormus                                                                            | 1:13  | Podcast • |
| Aktuell 4 | 11.09.2019             | Trump feuert Bolton                                                        | Donald Trump / Donald Trumps Präsidentschaft / John Bolton                                                                                      | 0:02  | Podcast • |
| 17        | 17.09.2019             | Afghanistan \| Beschaffung von Rüstungsgütern                              | Krieg in Afghanistan 2001–2021 / Bundeswehr | 1:09  | Podcast • |
| Spezial 5 | 03.10.2019             | Deutsch-amerikanische Beziehungen                                          | Beziehungen zwischen Deutschland und den Vereinigten Staaten / Beziehung der Vereinigten Staaten und der EU                                     | 0:42  | Podcast • |
| 18        | 14.10.2019             | Türkei in Syrien \| KI im Militär                                          | Türkische Militäroffensive in Nordsyrien / Bundeswehr                                                                                           | 1:19  | Podcast • |
| 19        | 02.11.2019             | Wer macht die deutsche Sicherheitspolitik \| Bundeswehr in Afrika          | Bundessicherheitsrat / Sicherheitspolitik / MINUSMA / EUTM / UNMISS / Operation Sea Guardian / MINUSRO / EUNAVFOR                               | 1:17  | Podcast • |
| 20        | 21.11.2019             | Raketen, Raketen, Raketen \| Macron, AKK und NATO                          | Raketenarsenal des Iran / Macron / Annegret Kramp-Karrenbauer / NATO                                                                            | 1:17  | Podcast • |
| 21        | 20.12.2019             | Abschreckung im Baltikum \| Vorausschau 2020+ \| Buchempfehlungen          | NATO Enhanced Forward Presence | 1:31  | Podcast • |

## 2020
| Nummer    | Veröffentlichungsdatum | Titel                                                                                              | Thema                                                                                  | Dauer | Links     |
| --------- | ---------------------- | -------------------------------------------------------------------------------------------------- | -------------------------------------------------------------------------------------- | ----- | --------- |
| 22        | 28.01.2020             | LIVE Iran+USA=WWIII? \| Deutsch-französisches Milliardenprojekt „Kampfflugzeug FCAS“               | Qasem Soleimanis / Iranisches Atomprogramm / FCAS                                      | 1:17  | Podcast • |
| Spezial 6 | 16.02.2020             | Münchner Sicherheitskonferenz #1: Nachlese mit Almut Wieland-Karimi                                | Münchner Sicherheitskonferenz / ZIF / Afghanistaneinsatz                               | 0:59  | Podcast • |
| Spezial 7 | 16.02.2020             | Münchner Sicherheitskonferenz #2: 4****Gespräch mit Bundeswehr-GI Zorn                             | Münchner Sicherheitskonferenz / Generalinspekteur der Bundeswehr / Klimawandel         | 0:57  | Podcast • |
| 23        | 03.03.2020             | Ein europäischer Nuklearschirm? \| Türkei & Russland in Syrien und das Ende des Flüchtlingsdeals   | Kernwaffe / Bürgerkrieg in Syrien seit 2011 / EU-Türkei-Abkommen                       | 1:19  | Podcast • |
| 24        | 21.03.2020             | Covid-19-Pandemie und Gesundheitssicherheit \| Huawei und 5G                                       | Covid-19-Pandemie / WHO / Huawei / Kritische Infrastrukturen                           | 1:55  | Podcast • |
| 25        | 07.04.2020             | Globale Machtverschiebungen durch Corona? \| Abzug aus Afghanistan                                 | Covid-19-Pandemie / Krieg in Afghanistan 2001–2021                                     | 1:12  | Podcast • |
| 26        | 24.04.2020             | Russlands sicherheitspolitische Fähigkeiten und Ambitionen                                         | Streitkräfte Russlands                                                                 | 1:23  | Podcast • |
| 27        | 07.05.2020             | Ausstieg aus der nuklearen Teilhabe – Keine US-Atombomben mehr in Deutschland?                     | Nukleare Teilhabe / Tornado / Kabinett Merkel IV                                       | 1:27  | Podcast • |
| 28        | 13.05.2020             | Die (alte/neue) Debatte um bewaffnete Drohnen für die Bundeswehr #DrohnenDebatte2020               | Bundeswehr / Kampfdrohnen                                                              | 1:32  | Podcast • |
| 29        | 05.06.2020             | „Die Welt ist fertig!“ Endet die Hegemonie der USA? \| Frieden und/oder Sicherheit?<               | Sicherheitspolitik / USA / Hegemonie / Frieden / Sicherheit                            | 1:18  | Podcast • |
| 30        | 27.06.2020             | Klimawandel: Droht ein verschärfter Konflikt um die Arktis? \| Extremismus in der Bundeswehr       | Klimawandel / Arktis / Extremismus in der Bundeswehr                                   | 1:17  | Podcast • |
| Spezial 8 | 18.07.2020             | ***2. Geburtstag*** Patches! Website! Patreon! Q&A! Buchtipps!                                     | Hörerfragen                                                                            | 1:26  | Podcast • |
| 31        | 28.07.2020             | Posttraumatische Belastungsstörung (PTBS) \| Nord Stream 2: Die politisierte Problem-Pipeline      | PTBS / Nord Stream 2 / Bundeswehr                                                      | 1:20  | Podcast • |
| Aktuell 5 | 06.08.2020             | Atomare Abschreckung – noch nötig und sinnvoll?                                                    | Atomare Abschreckung                                                                   | 0:02  | Podcast • |
| 32        | 20.08.2020             | Gas-Streit (und mehr) im Mittelmeer \| Österreich: Schwerter zu Schneepflügen?                     | Gasstreit im Mittelmeer / Bundesheer / Österreichische Neutralität                     | 1:13  | Podcast • |
| 33        | 07.09.2020             | Feministische Außenpolitik \| Flugabwehr gegen Drohnen (Fähigkeitslücke “short range air defense”) | Feministische Außenpolitik / Flugabwehr                                                | 1:22  | Podcast • |
| 34        | 01.10.2020             | Militärische Nutzung von Neurotechnologie \| Die NATO-2%: Wieviel Prozent hätten Sie denn gern?    | Neurotechnik / Brain-Computer-Interface / NATO / Verteidigungsetat                     | 1:06  | Podcast • |
| 35        | 24.10.2020             | Drohnenkrieg um Bergkarabach: Ist das die Zukunft? \| Bundeswehr im Innern: alles Corona oder was? | Krieg um Bergkarabach 2020 / Kampfdrohnen / Amtshilfe                                  | 1:06  | Podcast • |
| Aktuell 6 | 08.11.2020             | Was bedeutet die Wahl des künftigen US-Präsidenten Biden für die (deutsche) Sicherheitspolitik?    | Joe Biden / Sicherheitspolitik Deutschland / Abzug aus Afghanistan / Rüstungskontrolle | 0:06  | Podcast • |
| 36        | 21.11.2020             | Unterseekabel: Achillesferse des Internet? \| Deutschland im Indo-Pazifik: Wieso, Weshalb, Warum   | Unterseekabel / Kritische Infrastruktur / Indopazifik                                  | 1:17  | Podcast • |
| 37        | 12.12.2020             | Atomwaffen jetzt verboten – oder nicht? \| Materiallage der Bundeswehr: No bang for your buck?     | Atomwaffenverbotsvertrag / Bundeswehr                                                  | 1:42  | Podcast • |

## 2021
| Nummer    | Veröffentlichungsdatum | Titel                                                                                             | Thema                                                                                          | Dauer | Links     |
| --------- | ---------------------- | ------------------------------------------------------------------------------------------------- | ---------------------------------------------------------------------------------------------- | ----- | --------- |
| 38        | 09.01.2021             | Kriegsbild der Zukunft: Frieden durch Resilienz? \| Brexit: (Nur) sicherheitspolitisch kein #FAIL | Krieg / Hybridkrieg / Rüstungskontrolle / Brexit                                               | 1:19  | Podcast • |
| 39        | 30.01.2021             | Die (umstrittene) Rolle privater Militärdienstleister \| Zivilklauseln an Universitäten: Pro&Con  | Privates Sicherheits- und Militärunternehmen / Zivilklausel                                    | 1:16  | Podcast • |
| 40        | 21.02.2021             | Flugzeugträger: Braucht man sowas noch? \| Deutschland im UN-Sicherheitsrat: Eine Bilanz          | Flugzeugträger / Flugzeugträgerkampfgruppe / UN-Sicherheitsrat                                 | 1:25  | Podcast • |
| 41        | 15.03.2021             | Bidens Außenpolitik: Is America Back? \| Operation Neuland: Die Bundeswehr in den sozialen Medien | Joe Biden / Social Media / Bundeswehr                                                          | 1:21  | Podcast • |
| 42        | 10.04.2021             | Der große europäische Strategievergleich: Frankreich. Großbritannien. Deutschland?                | Russisch-Ukrainischer Krieg / Vergleich der Strategiepapiere von Frankreich und Großbritannien | 1:08  | Podcast • |
| Aktuell 7 | 14.04.2021             | Afghanistan-Abzug bis 9/11/                                                                       | Abzug aus Afghanistan                                                                          | 0:02  | Podcast • |
| 43        | 09.05.2021             | Zukünftige Auslandseinsätze: Koalitionen der Willigen (k)eine Option?                             | Krieg in Afghanistan 2001–2021 / Auslandseinsätze der Bundeswehr                               | 1:34  | Podcast • |
| 44        | 06.06.2021             | Raketenabwehr: (Wie) funktioniert das eigentlich? \| Die Nicht-Reform zur Bundeswehr der Zukunft  | Raketenabwehr / Iron Dome / Bundeswehr                                                         | 1:32  | Podcast • |
| 45        | 30.06.2021             | Taiwan: Kriegsgefahr zwischen China und den USA? \| Zehn Jahre Aussetzung der Wehrpflicht         | Taiwan-Konflikt / Hongkong / Wehrpflicht                                                       | 1:37  | Podcast • |
| Spezial 9 | 19.07.2021             | ***3. Geburtstag*** Patches & Tassen: “dark edition”! Q&A! Buchtipps!                             | Hörerfragen                                                                                    | 1:07  | Podcast • |
| 46        | 04.08.2021             | Analyse der Wahlprogramme zur Bundestagswahl 2021: Wer will was bei Sicherheit und Verteidigung?  | Bundestagswahl 2021 / Wahlprogramm / Sicherheitspolitik                                        | 1:53  | Podcast • |
| 47        | 26.08.2021             | Das Afghanistan-Desaster: Wie weiter mit Deutschlands und Europas Verantwortung?                  | Krieg in Afghanistan 2001–2021 / Auslandseinsätze der Bundeswehr                               | 1:08  | Podcast • |
| 48        | 25.09.2021             | Nicht-tödliche Waffen: Eine gute Idee? \| Merde! Crikey! Der U-Boot-Streit und was er bedeutet    | Nichttödliche Waffe / AUKUS                                                                    | 1:32  | Podcast • |
| 49        | 13.10.2021             | Mali, wir müssen reden \| US-Nuklearwaffen und “sole purpose”: Politikwechsel mit Auswirkungen?   | MINUSMA / EUTM / Krieg in Afghanistan 2001–2021 / Kernwaffe / Nukleare Teilhabe / NATO         | 1:23  | Podcast • |
| 50        | 04.11.2021             | Japans sicherheitspolitische Fähigkeiten und Ambitionen                                           | Japan / Artikel 9 der japanischen Verfassung / Selbstverteidigungsstreitkräfte / Zivilmacht    | 0:59  | Podcast • |
| 51        | 27.11.2021             | “Hybride Kriegsführung” & “Migration als Waffe” – schwierig! \| Der neue Ampel-Koalitionsvertrag  | Hybridkrieg / Koalitionsvertrag der 20. Wahlperiode des Bundestages                            | 1:32  | Podcast • |
| 52        | 31.12.2021             | Die Ukraine-Krise und ihr Kontext \| Dieses “FCAS”… äh, brauchen wir das? \| Buchempfehlungen     | Russisch-Ukrainischer Krieg / NATO-Osterweiterung / FCAS                                       | 1:34  | Podcast • |

## 2022
| Nummer     | Veröffentlichungsdatum | Titel                                                                                            | Thema | Dauer | Links     |
| ---------- | ---------------------- | ------------------------------------------------------------------------------------------------ | --- | ----- | --------- |
| 53         | 20.01.2022             | Zur geopolitischen Bedeutung von Energie: Ukraine, Russland, Nord Stream 2, Kasachstan…          | Russisch-Ukrainischer Krieg / Russischer Überfall auf die Ukraine 2022 / Nord Stream / Energiewende                                                                    | 1:02  | Podcast • |
| 54         | 27.02.2022             | Putins Angriffskrieg gegen die Ukraine: Zeitenwende in der deutschen Sicherheitspolitik          | Russischer Überfall auf die Ukraine 2022 | 0:39  | Podcast • |
| 55         | 18.03.2022             | Krieg gegen die Ukraine: Überraschungen, Handlungsoptionen, Implikationen und “Realpolitik”      | Russischer Überfall auf die Ukraine 2022 / NATO / Flugverbotszone | 1:17  | Podcast • |
| 56         | 09.04.2022             | Die Gasfrage: Importstopp für russische Energie jetzt? \| Die Ukraine und die Zeitenwende        | Russischer Überfall auf die Ukraine 2022 / Sanktionen gegen Russland seit dem Überfall auf die Ukraine / Olaf Scholz / Bundeswehr / Verteidigungsetat / Sondervermögen | 1:42  | Podcast • |
| 57         | 23.04.2022             | Die überschätzten russischen Streitkräfte: Fehlersuche \| Waffenlieferungen: Pro & Contra        | Streitkräfte Russlands / Russischer Überfall auf die Ukraine 2022 / Waffenlieferungen                                                                                  | 1:18  | Podcast • |
| 58         | 10.05.2022             | Der 9. Mai und Putins Rede: Alle Optionen bleiben offen \| Finnland und Schweden: NATO-Beitritt? | Russischer Überfall auf die Ukraine 2022 / Tag des Sieges / NATO-Beitritt von Schweden und Finnland                                                                    | 1:10  | Podcast • |
| 59         | 31.05.2022             | Was macht eigentlich China? Ukraine-Krieg beobachten, Russland stützen, Systemkonflikt forcieren | China / Sanktionen gegen Russland seit dem Überfall auf die Ukraine / Taiwan-Konflikt                                                                                  | 1:09  | Podcast • |
| 60         | 28.06.2022             | Atomkriegs-Risiko und Sicherheit in Europa: Funktioniert Abschreckung? \| Brennpunkt Kaliningrad | Russischer Überfall auf die Ukraine 2022 / Atomkrieg / Kernwaffen / Kaliningrad / Suwalki-Korridor                                                                     | 1:34  | Podcast • |
| Spezial 10 | 23.07.2022             | ***4. Geburtstag*** Live online: Podcast-Kritik und Zeitenwende-Debatte                          | Zeitenwende | 1:58  | Podcast • |
| 61         | 18.08.2022             | Bio- und Chemiewaffen: Vom Killerkaninchen zum Radieschen im Weltall                             | Biowaffe / Chemiewaffen / Rüstungskontrolle / Ukrainekrieg | 1:10  | Podcast • |
| 62         | 15.09.2022             | Krieg in der Ukraine: Was heißt eigentlich “gewinnen”? \| Landminen: welche warum verboten sind  | Ukrainekrieg / Landminen | 1:21  | Podcast • |
| 63         | 15.10.2022             | LIVE Geopolitische Konsequenzen des russischen Kriegs in der Ukraine: Bleibt nichts wie es war?  | Ukrainekrieg | 1:09  | Podcast • |
| 64         | 07.11.2022             | Sechs falsche Lehren aus dem Ukraine-Krieg \| Frische strategische Buchstabensuppe aus den USA   | Ukrainekrieg / U.S. National Defense Strategy | 1:33  | Podcast • |
| 65         | 03.12.2022             | Was, bitte, ist das “European Sky Shield”? \| Shopping mit dem Sonder(un)vermögen                | European Sky Shield Initiative / Sondervermögen Bundeswehr | 1:34  | Podcast • |
| 66         | 21.12.2022             | Wozu gibt es Militärseelsorge? \| Ukraine: Der 2023-Vorausschau-Versuch \| Buchempfehlungen      | Militärseelsorge / Ukrainekrieg | 1:27  | Podcast • |

## 2023
| Nummer     | Veröffentlichungsdatum | Titel                                                                                             | Thema | Dauer | Links     |
| ---------- | ---------------------- | ------------------------------------------------------------------------------------------------- | --- | ----- | --------- |
| 67         | 11.01.2023             | Was ist “Wehrhaftigkeit”? \| Was hält uns nachts wach, wird übersehen, wird positiv überraschend? | Zeitenwende / Militarisierung / Wehrhaftigkeit | 1:21  | Podcast • |
| 68         | 06.02.2023             | Balkan Briefing: Status quo und Zukunft der Schlüsselregion                                       | Balkan / Konflikt zwischen Serbien und Kosovo | 1:09  | Podcast • |
| Spezial 11 | 19.02.2023             | Münchner Sicherheitskonferenz: #MSC2023-Nachlese mit Claudia Major                                | Münchner Sicherheitskonferenz | 0:52  | Podcast • |
| 69         | 14.03.2023             | Wehrpflicht, Dienstpflicht, Reserve: Müssen jetzt alle ran? \| Zahlen zum globalen Waffenhandel   | Wehrpflicht / Reserve / Waffenhandel / SIPRI | 1:24  | Podcast • |
| 70         | 05.04.2023             | Tāningupointo: Zeitenwende auf japanisch                                                          | Selbstverteidigungsstreitkräfte / Sicherheitspolitik Japans / Außenpolitik Japans                                                                     | 1:04  | Podcast • |
| 71         | 15.04.2023             | LIVE Wenn die Waffen endlich schweigen – Wege zu einem stabilen Frieden in Europa                 | Ukrainekrieg / Kyiv Security Compact / Sicherheitspolitik                                                                                             | 1:11  | Podcast • |
| 72         | 11.05.2023             | Polens ambitionierte Verteidigungsplanung \| “Multipolarität” und die Rolle des globalen Südens   | Polnische Streitkräfte / Gemeinsame Sicherheits- und Verteidigungspolitik / Bewegung der Blockfreien Staaten / Polarität (Internationale Beziehungen) | 1:35  | Podcast • |
| 73         | 16.06.2023             | Die neue Nationale Sicherheitsstrategie \| Die ukrainische Gegenoffensive: was wir (nicht) wissen | Nationale Sicherheitsstrategie (Deutschland) / Ukrainekrieg                                                                                           | 1:46  | Podcast • |
| Spezial 12 | 22.07.2023             | ***5. Geburtstag*** Live online: Ernste Themen Streumunition & NATO-Gipfel                        | Getreideabkommen / Streumunition / Ukrainekrieg | 0:56  | Podcast • |
| 74         | 25.07.2023             | Auch wenn es weh tut: Wir müssen unseren nuklearen IQ erhöhen \| Bunker: Äh, brauchen wir die?    | Kernwaffen / Nukleare Abschreckung / Atomwaffenverbotsvertrag / Zivilschutz / Schutzraum                                                              | 1:26  | Podcast • |
| 75         | 14.09.2023             | Ukraine-Update samt Carlos Reisebericht \| Verteidigungshaushalt und Sonderver…druss              | Ukrainekrieg / Sondervermögen Bundeswehr / Verteidigungshaushalt                                                                                      | 1:32  | Podcast • |
| 76         | 05.10.2023             | Wie wir auf die Sahelzone blicken (sollten) \| Musk, Starlink, Ukraine: Was ist los im Weltraum?  | Sahelzone / Konflikt in Mali (seit 2012) / MINUSMIA Mission / Starlink / Starlink in der Ukraine / Weltraumstreitkräfte                               | 1:44  | Podcast • |
| 77         | 01.11.2023             | LIVE Krisen, Konflikte, Kriege: Ist Chaos das neue Normal?                                        | Multipolarität / Weltweite Krisen und wie diese zusammenhängen                                                                                        | 0:59  | Podcast • |
| 78         | 26.11.2023             | LIVE Panda-Diplomatie und Nuklearwaffen. Chinas Rolle im 21. Jahrhundert                          | China / Taiwankonflikt / Zeitenwende | 1:31  | Podcast • |
| 79         | 17.12.2023             | Kriegsberichterstattung: Warum? Wo? Wie? \| Russischer Krieg in der Ukraine: Lage und Ausblick(e) | Kriegsberichterstattung / Ukrainekrieg | 1:46  | Podcast • |

## 2024
| Nummer     | Veröffentlichungsdatum | Titel                                                                                                | Thema                                                                                        | Dauer | Links     |
| ---------- | ---------------------- | --- | -------------------------------------------------------------------------------------------- | ----- | --------- |
| 80         | 31.01.2024             | Ist die NATO-Osterweiterung Schuld an Russlands Krieg gegen die Ukraine?                             | NATO-Osterweiterung / Ukrainekrieg / NATO Partnership for Peace                              | 1:45  | Podcast • |
| Spezial 13 | 18.02.2024             | Sicherheitshalber Spezial Münchner Sicherheitskonferenz: #MSC2024-Nachlese mit Jana Puglierin        | Münchner Sicherheitskonferenz                                                                | 0:59  | Podcast • |
| 81         | 06.03.2024             | Sicherheitspolitische Horrorwoche: Rotes Meer. Scholz zu Taurus. Scholz vs. Macron. Taurus-Leak      | Rolle der Fregatte Hessen bei der Operation Aspides / Taurus-Kontroverse / Taurus-Abhörfalle | 1:14  | Podcast • |
| 82         | 11.04.2024             | Neutralität in Europa: Ein Auslaufmodell? \| Afghanistan: Werden wir die richtigen Lehren ziehen?    | Neutralität / Neutralität der Schweiz / Krieg in Afghanistan 2001–2021                       | 1:32  | Podcast • |
| 83         | 21.04.2024             | LIVE „Was wäre, wenn…“ – Trump, die NATO und europäische Atomwaffen. Wie wehrhaft sind wir?          | Donald Trump / US-Präsidentschaftswahl / NATO / Atomwaffen                                   | 1:13  | Podcast • |
| 84         | 28.06.2024             | Wahlen und Europas Sicherheit, oder: stirbt FCAS bald? \| Zur Geopolitik der Superintelligenz        | FCAS / Europawahl 2024 / Künstliche Intelligenz                                              | 1:27  | Podcast • |
| Spezial 14 | 19.07.2024             | Sicherheitshalber Spezial ***6. Geburtstag*** Der deutsche Diskurs, raketenmäßig. Außerdem: Patches! |                                                                                              | 1:19  | Podcast • |
| 85         | 07.09.2024             | Was ist Gesamtverteidigung & braucht man dafür Wehrpflicht? \| Zeitenwende im Katastrophenschutz?    | Gesamtverteidigung / Wehrpflicht / Katastrophenschutz                                        | 1:35  | Podcast • |
| 86         | 02.10.2024             | Realismus und Realität – wozu Theorien gut sind \| War die ganze Rüstungskontrolle fürn Arsch?       | Internationale Beziehungen / Realismus / Rüstungskontrolle                                   | 1:42  | Podcast • |
| 87         | 19.10.2024             | Ist Rüstung bei uns extra-teuer (und wenn ja, warum)? NATO-Brigaden: Wunsch vs. Wirklichkeit         | Rüstungsindustrie / BAAINBw / NATO                                                           | 1:43  | Podcast • |
| 88         | 05.11.2024             | Axis of upheaval, Ukraine … sind wir schon im Weltordnungskonflikt? \| Privatkapital für Rüstung?    | CRINK / BRICS / Rüstungsindustrie                                                            | 1:26  | Podcast • |
| 89         | 24.11.2024             | LIVE Amerika first, Europa unter Druck: Sicherheitspolitik mit und ohne Trump                        | America First / Donald Trump                                                                 | 1:10  | Podcast • |
| 90         | 18.12.2024             | Syrien und Nahost \| Mental gesund und zuversichtlich, trotz Krisen, Krieg, Atomangst? \| Buchtipps  | Syrischer Bürgerkrieg / Buchtipps                                                            | 1:37  | Podcast • |

## 2025
| Nummer     | Veröffentlichungsdatum | Titel                                                                                              | Thema                                         | Dauer | Links     |
| ---------- | ---------------------- | -------------------------------------------------------------------------------------------------- | --------------------------------------------- | ----- | --------- |
| 91         | 18.01.2025             | Schmuggel, Sabotage, “Schattenflotte” \| Wiedervorlage: Geopolitik nach Covid                      | Seerecht / Schattenflotte / COVID-19-Pandemie | 1:40  | Podcast • |
| 92         | 07.02.2025             | Analyse der Wahlprogramme zur Bundestagswahl 2025: Wer will was bei Sicherheit und Verteidigung?   | Bundestagswahl 2025                           | 1:49  | Podcast • |
| Spezial 15 | 16.02.2025             | Sicherheitshalber Spezial Münchner Sicherheitskonferenz 2025: Nachlese mit Constanze Stelzenmüller | Münchner Sicherheitskonferenz                 | 0:48  | Podcast • |
| 93         | 22.03.2025             | Europas sicherheitspolitischer Alptraum: Alle Fragen, alle Antworten (fast)                        | Hörerfragen                                   | 1:48  | Podcast • |
| 94         | 15.04.2025             | Große Leerstellen und kleine Stellschrauben, aka: der Koalitionsvertrag \| Klima und Sicherheit    | Koalitionsvertrag / Globale Erwärmung         | 1:30  | Podcast • |
| 95         | 06.05.2025             | Die Macht der Geographie \| Der Theorieteil: Warum Kriege und kein Weltfrieden?                    | Geopolitik / Weltfrieden                      | 1:29  | Podcast • |
| 96         | 10.06.2025             | Spinnennetz, oder: was KI militärisch kann \| Bundeswehr und Personal: Wunsch vs. Wirklichkeit     | Künstliche Intelligenz / Bundeswehr           | 1:21  | Podcast • |
| 97         | 11.07.2025             | Frieden mit Russland: Wann und Wie? \| Völkerrecht: Legal, illegal, ganz egal?                     | Russisch-Ukrainischen Krieg / Völkerrecht     | 1:36  | Podcast • |
| Spezial 16 | 19.07.2025             | Sicherheitshalber Spezial ***7. Geburtstag*** Der Laberpodcast zu Journalismus und Wissenschaft    | Journalismus und Wissenschaft                 | 1:13  | Podcast • |